# Glenea coris
Glenea coris là một loài bọ cánh cứng trong họ Cerambycidae.